# Quartier chinois (Buenos Aires)
 (février 2025).
Si vous disposez d'ouvrages ou d'articles de référence ou si vous connaissez des sites web de qualité traitant du thème abordé ici, merci de compléter l'article en donnant les références utiles à sa vérifiabilité et en les liant à la section « Notes et références ».
Pour les articles homonymes, voir Quartier chinois (homonymie).

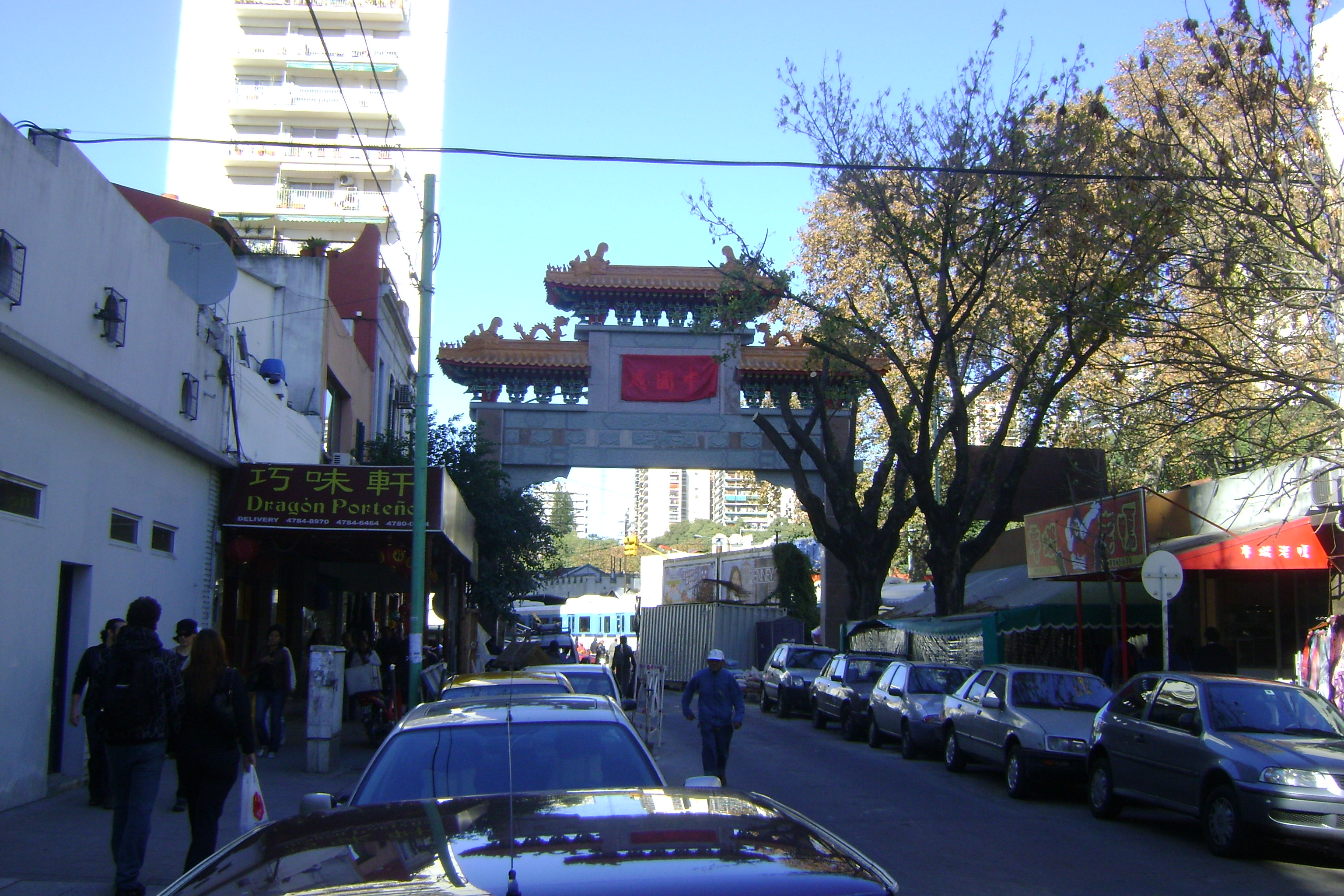
Quartier chinois, Buenos Aires.

Le Quartier chinois (espagnol : Barrio Chino) de la ville de Buenos Aires, capitale de l'Argentine, comprend un secteur du quartier de Belgrano et n'est pas reconnu officiellement comme un des 48 barrios ou quartiers de la ville.
Dans le quartier chinois se sont installés en grande partie les immigrants chinois et coréens. On peut y rencontrer des restaurants et des magasins typiques, un temple bouddhiste, des commerces spécialisés en produits à base de soja, des herboristeries et aussi des vidéoclubs avec des films en langue chinoise.
Le quartier s'étend sur quelques îlots ou pâtés de maisons, donc sur quelques hectares, entre les avenues Avenida del Libertador (entre les n° 6001 et 6400), Avenida Juramento (entre les n° 1501 et 1750), Avenida Monroe (entre les n° 1501 et 1900) et les voies du chemin de fer General Mitre.

## Métro
On peut accéder au quartier chinois par la ligne  du métro de la ville. On quitte le métro à la station "Juramento", puis l'on descend l' Avenida Juramento sur quelque 750 mètres en direction du fleuve. Le quartier commence après le franchissement du chemin de fer.